# 30416 Schacht
30416 Schacht è un asteroide della fascia principale. Scoperto nel 2000, presenta un'orbita caratterizzata da un semiasse maggiore pari a 2,3928492 UA e da un'eccentricità di 0,0413988, inclinata di 7,10825° rispetto all'eclittica.